# كلفن بنجامين
كلفن بنجامين (بالإنجليزية: Kelvin Benjamin)‏ هو لاعب كرة قدم أمريكية أمريكي، ولد في 5 فبراير 1991 في بل غليد في الولايات المتحدة.

## وصلات خارجية
- كلفن بنجامين على موقع مرجع كرة القدم المحترفة.كوم (الإنجليزية)